# Glaucodontia
Glaucodontia és un gènere monotípic d'arnes de la família Crambidae. Conté només una espècie, Glaucodontia pyraustoides, que es troba a Amèrica del Nord, on s'ha registrat a Utah, Califòrnia i Nevada.